# Московський Кремль (музей-заповідник)
55°45′07″ пн. ш. 37°37′01″ сх. д. / 55.75188889° пн. ш. 37.61697222° сх. д.
Музей-заповідник «Московський Кремль» — державна музейна установа, що займається організацією екскурсій по Московському Кремлю і стежить за станом культурних пам'ятників на його території.
Датою заснування є 10 березня 1806 року. У сучасному вигляді установа утворилася в 1991 році на базі Державних музеїв Московського Кремля.
Генеральним директором музею є Гагаріна Олена Юріївна (дочка Юрія Гагаріна), яка була призначена на цю посаду 12 квітня 2001 року.

## Історія
У 1806. статус музею отримала Збройова палата.
У 1922 до складу Державного музею декоративного мистецтва «Збройова палата» увійшли, окрім самої Збройової палати, собори Кремля і Будинок боярина XVII століття, який був філією Збройової палати вже в середині XIX століття.
У липні 1924 створений Об'єднаний музей декоративного мистецтва, в який окрім Збройової палати, соборів і Будинку боярина XVII ст., як філії увійшли створені на початку 1920-х років Музей меблів, Музей порцеляни і Музей іграшок. Цей об'єднаний музей скасований в 1929.
У 1947 Збройова палата і музеї-собори стали одним із структурних підрозділів Комендатури Московського Кремля під назвою Відділ збереження історичних цінностей і пам'ятників Московського Кремля.
На підставі Постанови ЦК КПРС і Ради Міністрів СРСР від 5 лютого 1960 року Збройова палата і собори Кремля були виведені з підпорядкування Комендатури Московського Кремля і було створено нову установу — Державні музеї Московського Кремля у веденні Міністерства культури СРСР.
У жовтні 1991 музей отримує статус Державного історико-культурного музею-заповідника «Московський Кремль»

## Будівлі
- Успенський собор
- Державна Збройова палата
- Архангельський собор
- Благовєщенський собор
- Церква Положення риз Пресвятої Богородиці
- Патріарші палати
- Ансамбль дзвіниці Івана Великого

У 2010 на Боровицькій площі розпочато будівництво депозитарію (сховища) музею за проектом архітектора В. Колосніцина. Проект піддався численній критиці і його реалізація була призупинена тво Мера Москви В. Й. Ресіним. Проте, генеральний директор музею-заповідника «Московський Кремль» О. Гагаріна заявила, що будівництво триватиме.

## Ресурси Інтернету
- Офіційний сайт [Архівовано 12 грудня 2020 у Wayback Machine.]
- Опис [Архівовано 29 серпня 2018 у Wayback Machine.] на сайті museum.ru